# وست فریزر تیمبر
وست فریزر تیمبر (انگلیسی: West Fraser Timber) شرکت جنگل‌داری کانادایی است، که در سال ۱۹۵۵ تأسیس شد.